# Rémy Vogel
Rémy Vogel (* 26. November 1960 in Straßburg; † 17. Oktober 2016), häufig auch in der Schreibweise Rémi, war ein französischer Fußballspieler.
Vogel spielte in den Jahren 1978 bis 1987 bei Racing Straßburg und war von 1985 bis 1987 Kapitän der Mannschaft. 1987 wechselte er zum AS Monaco, wo er bis 1990 spielte. 1979 wurde er mit Straßburg sowie 1988 mit Monaco jeweils französischer Meister der Ligue 1. 1987 hatte er einen Einsatz bei der Französischen Fußballnationalmannschaft, die in der Qualifikation für die Europameisterschaft 1988 gegen die Sowjetunion antrat.